# Fluster

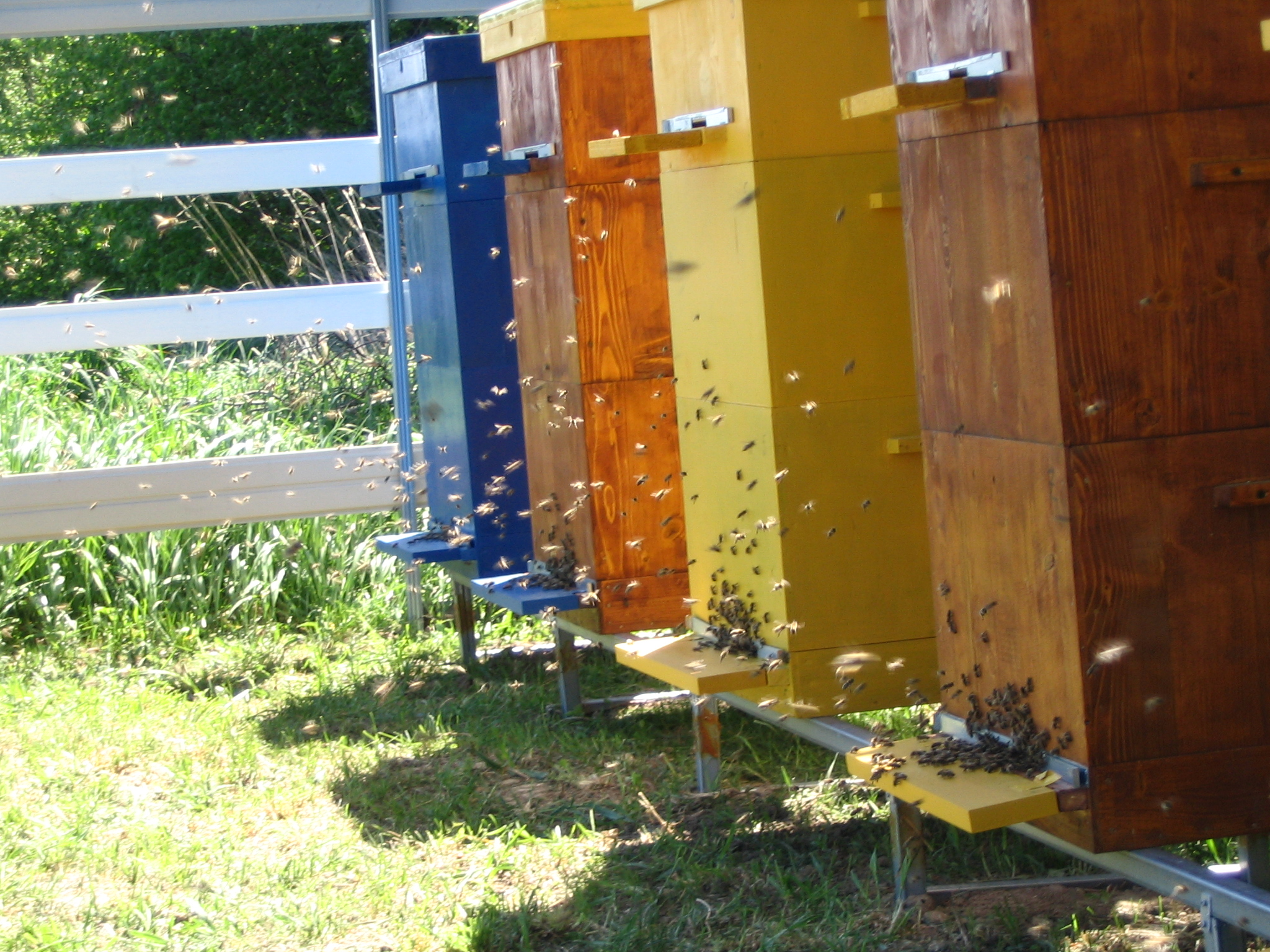
Fluster på bikupor

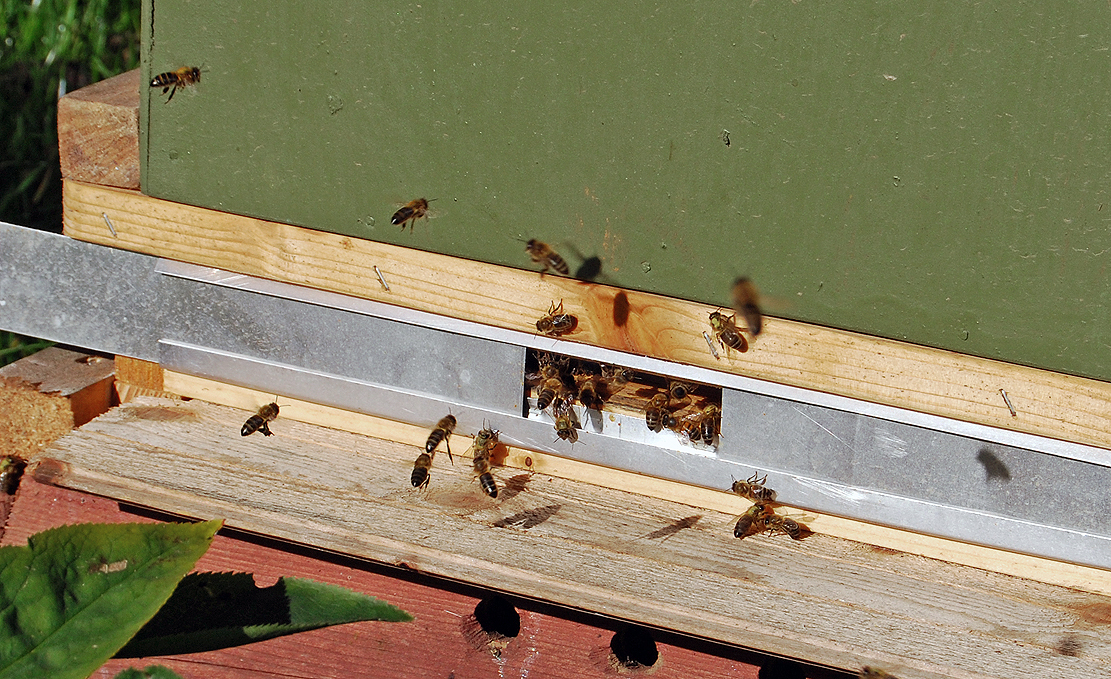
Fluster, med bin som är på väg in eller ut ur kupan.

Ett fluster är ett bräde (flusterbräda) på bikupor varifrån bin kan lyfta och där de kan landa när de kommer tillbaka från sin flygning. Flusterbrädan ansluter till öppningen till bikupan, oftast den enda öppning som bina har tillgång till för sina flygningar. Öppningen är ofta möjlig att strypa under den del av året då bina inte samlar nektar för att härigenom minska värmeförluster för samhället.